# قرحة كوشينغ
قرحة كوشينغ (بالإنجليزية: Cushing ulcer)‏ على اسم هارفي كوشينغ، هي قرحة في المعدة مرتبطة بزيادة الضغط داخل الجمجمة. وتُسمى أيضا متلازمة فون روكيتانسكي- كوشينغ. وبصرف النظر عن المعدة، فإن القرحة قد توجد أيضا في بداية الإثني عشر ونهاية المريء.

## الأسباب
يُعتقد أن آلية تكون قرحة كوشينج يرجع إلى التحفيز المباشر لنواة العصب الحائر نتيجة لزيادة الضغط داخل الجمجمة. كما يكون أن تكون أيضا كنتيجة مباشرة لمنعكس كوشينغ. تفرز ألياف العصب الحائر الأستيل كولين للمستقبلات الخلايا الجدارية في المعدة، والنتيجة النهائية هي زيادة إفراز حمض المعدة مع تقرح للغشاء المخاطي للمعدة في نهاية المطاف.

## التشخيص
يمكن إجراء التشخيص بالمنظار.

## العلاج
يجب وضع المرضى على مثبطات مضخة البروتون خلال فترة العلاج حتى يقل مستوى الضغط داخل الجمجمة لديهم إلى المستوى الطبيعي.